# ملهام
ملهام (به انگلیسی: Malham) روستا و محله مدنی در بریتانیا است که در کریون واقع شده‌است. ملهام ۲۳۸ نفر جمعیت دارد.